# Vetlanda
Vetlanda est une ville de Suède, chef-lieu de la commune de Vetlanda dans le comté de Jönköping. 12 691 personnes y vivent.

## Histoire
Vetlanda est resté un simple village pendant plusieurs siècles. Avec le boom démographique des années 1840 dans le Småland et les terrains gagnants de la révolution industrielle en Suède, l'industrie s'est développée et les gens se sont installés dans le village. Avec le chemin de fer traversant Vetlanda à la fin du XIXe siècle, la population s'est encore épanouie et Vetlanda a obtenu le titre de ville le jour de l'an 1920, date à laquelle sa population s'élevait à 3 015 habitants.
Un épi de blé a été choisi comme blason. Il s'inspire des armoiries de l'ancienne juridiction d'Östra Härad, dont Vitala aurait été le centre, qui représentaient trois épis de blé. L'orthographe actuelle Vetlanda n'est entrée en vigueur que dans les années 1920, auparavant elle était connue sous le nom de Hvetlanda, une forme que l'on retrouve dans le nom de plusieurs entreprises et organisations.
Au XIXe siècle, l'industrie du bois a pris une place importante à Vetlanda, position qu'elle occupe encore aujourd'hui. En plus des industries du bois, il existe également une forte industrie métallurgique ainsi que d'autres usines.
En 2021, la ville est le théâtre d'une attaque au couteau faisant plusieurs blessés,.

## Personnalités
- Peter David Edstrom (1873-1938), sculpteur, y est né.